# Grelle Forelle

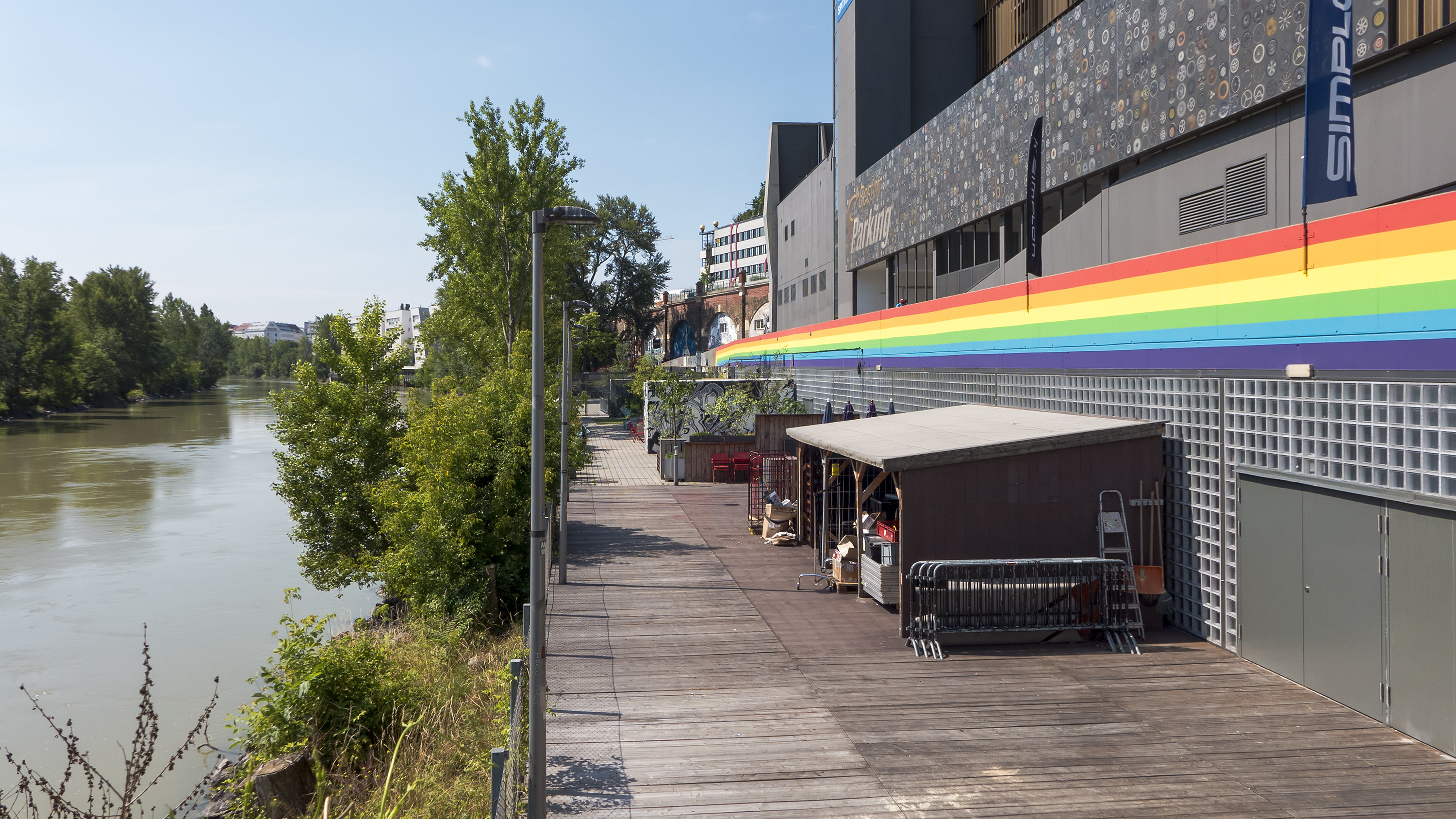
Grelle Forelle am Donaukanal

Die Grelle Forelle ist ein House-, Electro-, Hip-Hop- und Techno-Club in Wien-Alsergrund.
Eröffnet wurde der Club im Dezember 2011. Er liegt am Donaukanal in der Nähe des Universitätszentrum Althanstraße in der Spittelauer Lände 12.
Die Grelle Forelle besteht aus zwei Floors: dem kleineren Kitchenfloor und dem größeren, als Mainfloor fungierenden Clubfloor. Insgesamt bietet der Club Platz für rund 700 Partygäste. Die Eröffnung einer Terrasse erweiterte den Club um eine Restauration.
Durch die strikte Ablehnung von bevorzugter Behandlung für so genannte V.I.P.-Gäste brachte sich die Forelle im März 2012 in die Schlagzeilen, als einem Jurymitglied der Castingshow Helden von morgen ein beschleunigter Zutritt verweigert wurde. Die Stellungnahme des Clubs zu diesem „Eklat“ wurde zur meistgelesenen APA-OTS-Aussendung 2012.
Im Zuge der Nationalratswahl 2013 positionierte sich der Club mit einem Facebook-Posting klar gegen die FPÖ, deren Wähler in der Forelle unerwünscht seien, was eine Diskussion in österreichischen Medien und innerhalb der Wiener Clubkultur auslöste.
2012 erreichte der Club im FM4 Leserpoll in der Kategorie „Club des Jahres“ den 6. Platz, 2013 den vierten Platz. Die Leser von De:Bug wählten die Grelle Forelle in beiden Jahren unter die Top 10 Clubs im deutschsprachigen Raum.